# Teolepto II de Constantinopla
Teolepto II de Constantinopla (em grego: Θεόληπτος Β΄; m. depois de 1597) foi patriarca ecumênico de Constantinopla entre 1585 e 1586.

## História
Teolepto era sobrinho do patriarca Metrófanes III. Ele se tornou bispo metropolitano de Filipópolis e, apesar de ter sido ajudado pelo patriarca Jeremias II, conspirou contra ele aliando-se ao bispo Pacômio, que depois assumiu como patriarca no lugar de Jeremias. Quando Pacômio foi deposto, Teolepto foi nomeado em seu lugar em 16 de fevereiro de 1585 e foi formalmente entronizado em março do mesmo pelos patriarcas de Alexandria e Antioquia.
Em maio de 1586, enquanto Teolepto estava viajando pela Moldávia e pela Valáquia para arrecadar fundos, Nicéforo (m. 1596), um diácono do patriarca exilado Jeremias, conseguiu depô-lo. Nicéforo tornou-se um lugar-tenente do trono até abril de 1587, quando Jeremias II foi re-eleito para o trono mesmo estando ausente de Istambul numa longa viagem pela Ucrânia e pelo Czarado da Rússia. Jeremias foi informado de sua re-eleição apenas em 1589, na Moldávia, quando já estava no caminho de volta para Istambul, onde chegou em 1590. Neste ínterim, o diácono Nicéforo continuou governando a Igreja em nome de Jeremias. O mandato de Nicéforo foi brevemente interrompido por cerca de dez dias pelo diácono Dionísio, o Filósofo, que mais tarde seria metropolita de Lárissa (m. 1611).
Depois de abril de 1587, uma decisão sinodal perdoou Teolepto e o enviou para a região da Geórgia para arrecadar fundos. Em 1587, Teolepto adotou um sinete para o Mosteiro de Soumela, mas não se sabe se ele foi estabelecido legal ou ilegalmente. Finalmente, sabe-se que Teolepto se reconciliou com Jeremias II e ajudou a governar a Igreja até 1590. Seu destino depois disto é desconhecido.
Teolepto foi o último patriarca a sediar sua sé na Igreja de Pamacaristo, que foi convertida em mesquita em 1586. O Patriarcado se mudou para a pobre Igreja da Teótoco Paramícia (posteriormente no complexo do saray da Valáquia, residência do hospodar valáquio em Istambul)), onde permaneceu por onze anos, até 1597.